# 小聚花溲疏
小聚花溲疏（学名：Deutzia cymuligera）为虎耳草科溲疏属下的一个种。

## 扩展阅读
- 維基物種上的相關：小聚花溲疏